# 南起鳳
南起凤，河南新乡人，清朝政治人物，同进士出身。
顺治六年（1649年）己丑科三甲八十一名进士，顺治八年（1651年），担任湘乡知县，修建镇湘楼。